# Stachanovskaja (stanice metra v Moskvě)
Stachanovskaja (rusky Стахановская) je stanice moskevského metra na Někrasovské lince, která byla zprovozněna dne 27. března 2020 v rámci úseku Kosino - Lefortovo. Stanice je pojmenována po ulici, od které je vzdálena přibližně 600 metrů.

## Charakter stanice
Stanice Stachanovskaja se nachází ve čtvrti Rjazanskij rajon (Рязанский район) v blízkosti křížení Rjazanského prospektu (Рязанский проспект)  s 2. Grajvoronovským projezdem (2-й Грайвороновский проезд). Stanice disponuje jedním podzemním vestibulem, vstupní pavilony se nacházejí v blízkosti 2. Grajvoronovského projezdu. Objekty vstupních pavilonů mají obdélníkový tvar s plochou střechou a jsou laděny do šedé a červené barvy. Jejich boční stěny jsou vyrobeny ze skla. 
Jelikož trať metra je vybudována v dvoukolejném tunelu, stanice Stachanovskaja má dvě boková nástupiště. Design stanice byl vytvořen ve stylu ruské avantgardy 20. a 30. let 20. století a měl by vyjadřovat pracovní hrdinství sovětských lidí, jehož vyústěním se v 30. letech stalo stachanovské hnutí. Stanice má připomínat pracovní dílnu -  žulové sloupy kolem kolejových stěn mají připomínat stroje sovětských dělníků a světelné trámy obložené bílým mléčným sklem mají naopak připomínat stropy továrních prostor. Interiér stanice je laděn především do červené, šedé a černé barvy.